# Виллаш-Боаш, Андре
Луи́ш Андре́ Пи́на Кабра́л Ви́ллаш-Бо́аш (порт. Luís André Pina Cabral Villas-Boas, португальское произношение: [luˈiz ɐ̃ˈdɾɛ ðɨ ˈpinɐ kɐˈβɾal i ˈvilɐʒ ˈβoɐʃ]; род. 17 октября 1977, Порту, Порту) — португальский футбольный тренер и функционер, а также автогонщик. С 27 апреля 2024 года — президент футбольного клуба «Порту».

## Тренерская карьера
Виллаш-Боаш не имел опыта профессионального игрока, он занимался в детстве футболом на любительском уровне, и играл за юношеские и взрослые команды на первенство Порту. Сначала, до 15 лет, вратарём в «Рибейренсе», потом в «Рамалденсе», где стал играть опорного полузащитника, и в «Марешал Гомеш де Кошта».

Мне нужны были новые игроки и я решил просмотреть резервную команду до 19 лет. Оттуда мне приглянулись трое игроков, подходящие, на мой взгляд, для выступлений в основном составе. Среди них был сам по себе небольшой, но агрессивный опорный полузащитник — Виллаш-Боаш… В 18 лет он был также не самых объёмных габаритов, но он был важен для нас… Хотя он понимал, что для профессионального уровня недостаточно хорош.
— тренер «Рамалденсе» Ким

Андре пришёл к нам в 1998 году… Он был хорошим игроком. Небольшим, но напористым, сильным и абсолютно бесстрашным… он обладал большой выносливостью, уже тогда он много говорил на поле и выбирал грамотные с точки зрения тактики позиции. К тому времени он уже работал в «Порту» и в 1999 году покинул клуб, потому что попросту не находил времени для игр по воскресеньям.
— друг детства Педру Барруш, бывший капитан «Марешал Гомеш де Кошта»
Решающую роль в становлении Андре Виллаш-Боаша как тренера сыграл Бобби Робсон, тренировавший «Порту» с 1994 по 1996 год. Именно он отправил молодого тренера в Шотландию получать тренерскую лицензию. В 17 лет Виллаш-Боаш получил лицензию категории C, в 18 лет — категории B, а в 19 лет — категории A.
В 2000 году Андре уехал на Британские Виргинские острова, где стал техническим директором главной команды страны, но формально являлся её главным тренером. Сборная участвовала в отборочных матчах к чемпионату мира, но проиграла оба предварительных матча сборной Бермуд с общим счётом 1:14 (1:5 — дома и 0:9 — в гостях). Таким образом, в 23 года Андре Виллаш-Боаш стал самым молодым тренером сборной команды в мире.
После возвращения на родину Виллаш-Боаш стал тренировать молодёжный состав «Порту» до 19 лет. В 2002 году на должность главного тренера «Драконов» был назначен Жозе Моуринью, который работал техническим ассистентом у Бобби Робсона в «Порту». Жозе взял Андре Виллаш-Боаша в ассистенты по совету Робсона. В его функции входило наблюдение за будущими соперниками клуба и составление отчёта по их игре и по каждому футболисту соперника. После переезда Моуринью в «Челси» и «Интер» Андре Виллаш-Боаш последовал за ним.

### «Академика»
В начале сезона 2009/10 Андре Виллаш-Боаш решил начать свою карьеру тренера. 14 октября 2009 года он был назначен главным тренером «Академики» из Коимбры. После 7 туров клуб имел 3 очка и шёл на последнем месте в чемпионате Португалии.
Первый матч с новым главным тренером «Академика» провела 25 октября 2009 года в гостях против «Порту». Матч закончился поражением «студентов» со счётом 2:3, но уже в следующем туре чемпионата Португалии была одержана победа. 2 ноября 2009 года «Академика» обыграла «Виторию Гимарайнш» со счётом 2:0.
По окончании чемпионата «Академика» сумела избежать вылета, заняв в лиге 11-е место. Так же в этом сезоне «студенты» дошли до полуфинала Кубка португальской лиги, где уступили «Порту» — 0:1.

### «Порту»
После ухода из клуба Жезуалду Феррейры руководство «Порту» сделало предложение Андре Виллаш-Боашу возглавить клуб, несмотря на то, что тренер провёл всего 23 матча в качестве главного тренера «Академики Коимбра» на таком уровне. 2 июня Виллаш-Боаш подписал контракт с «драконами».
Но несмотря на потери в составе в межсезонье, уже 7 августа 2010 года «Порту» выиграл свой первый титул под руководством Андре Виллаш-Боаша. В матче за Суперкубок Португалии была повержена «Бенфика» со счётом 2:0.
«Порту» очень хорошо начал сезон 2010/11, в первых 6 турах чемпионата было одержано 6 побед с общим счётом 13:2. Однако, в седьмом туре «драконы» впервые потеряли очки, не сумев обыграть «Виторию Гимарайнш». После матча Андре обрушился с критикой на главного судью матча за неназначенный пенальти, а также заявил, что публично попросит прощения, если видеоповтор покажет, что судья был прав. Вскоре на официальном сайте «Порту» появились извинения главного тренера, что повлияло на решение дисциплинарного комитета, который ограничился штрафом 250 евро. Далее в чемпионате последовали 4 победы, в том числе и над главными соперниками «драконов» «Бенфикой» со счётом 5:0.
28 декабря 2010 года с Андре Виллаш-Боашем был заключён новый контракт до 2013 года. Под руководством Виллаш-Боаша клуб не проигрывал на протяжении 33 матчей и установил новый рекорд клуба по количеству подряд матчей без поражений. Первое поражение «драконов» под руководством Виллаш-Боаша произошло 2 января 2011 года в третьем раунде Кубка португальской лиги. «Порту» в домашнем матче проиграл «Насьоналу» со счётом 1:2.
3 апреля 2011 года в 25-м туре «Порту» обыграл в гостях «Бенфику» — 2:1 и завоевал титул чемпиона Португалии. По итогам сезона «Порту» выиграл 27 матчей из 30, и 3 раза сыграл вничью, опередив занявшую второе место «Бенфику» на 21 очко. 19 мая "Порту стал победителем Лиги Европы УЕФА, в финальном матче переиграв «Брагу» со счётом 1:0. Таким образом Андре стал самым молодым тренером, выигравшим европейский трофей. В день финала ему исполнилось 33 года и 213 дней, и Виллаш-Боаш превзошёл достижение Джанлуки Виалли, который вместе с «Челси» выиграл Кубок кубков 1997/98 в возрасте 33 лет и 308 дней.
21 июня Виллаш-Боаш подал в отставку с поста главного тренера, посредством факса он уведомил о своём решении руководство клуба. По имеющейся информации «Челси» заплатил «Порту» за разрыв контракта сумму в размере 15 миллионов евро.

### «Челси»
22 июня возглавил «Челси». Контракт был рассчитан на три года. Однако по ходу сезона команда выступала неудачно, усугублялась ситуация с назревшей сменой поколений и конфликтом тренера со старожилами команды. Уже к середине сезона стало понятно, что «Челси» не только не станет чемпионом, но может даже не попасть в зону Лиги чемпионов. В итоге 4 марта 2012 года, после очередного поражения в чемпионате от «Вест Бромвича» (0:1), Виллаш-Боаш был уволен с поста главного тренера. Уже после увольнения португальца, «Челси» под руководством Роберто Ди Маттео сумел удачно завершить сезон, выиграв Лигу чемпионов и Кубок Англии.

### «Тоттенхэм Хотспур»
3 июля 2012 года возглавил «Тоттенхэм Хотспур». 18 августа дебютировал в качестве главного тренера в 1-м туре чемпионата Англии с «Ньюкасл Юнайтед». Матч закончился поражением 2:1. В следующих двух матчах «шпоры» также не смогли добиться победы: оба раза заканчивая матч вничью — 1:1. Позже «Хотспур» одержали четыре подряд победы: 3:1 над «Редингом», 2:1 над «КПР», 2:0 над «Астон Виллой» и 3:2 над «Манчестер Юнайтед», эта победа стала исторической, впервые за 23 года «шпорам» удалось обыграть «МЮ» на «Олд Траффорд». Серию удачных результатов прервал бывший клуб Виллаш-Боаша — «Челси», «синие» добились победы — 4:2. Затем «Хотспур» выиграли у аутсайдера «Саутгемптона» и проиграл три матча подряд: «Уигану» (0:1), «Манчестер Сити» (1:2) и северолондонское дерби «Арсеналу» (2:5). Эти проигрыши отодвинули команду на восьмое место турнирной таблицы. Но до нового года «Тоттенхэму» удалось вернуться на третье место в турнирной таблице, уступив лишь однажды «Эвертону» (1:2). Виллаш-Боаш был признан лучшим тренером премьер-лиги в декабре и феврале. Под его руководством «Тоттенхэм» выдал 12-матчевую беспроигрышную серию в чемпионате Англии (8 побед, 4 ничьих), которая началась 12 декабря 2012 года победой над «Суонси Сити» (1:0), а закончилась 10 марта 2013 года поражением от «Ливерпуля» (2:3). В дебютный сезон Виллаша-Боаша «Тоттенхэм» занял 5-е место, лишь на очко отстав от лондонского «Арсенала», квалифицировавшегося в Лигу чемпионов.
Однако следующий сезон «Тоттенхэм» проводил менее стабильно, и ещё до окончания первого круга чемпионата, 16 декабря 2013 года Виллаш-Боаш был уволен с поста главного тренера после крупного домашнего поражения от «Ливерпуля» (0:5).

### «Зенит» (СПб)
В марте 2014 года после увольнения Лучано Спаллетти услугами португальского тренера заинтересовался российский «Зенит». 18 марта на официальном сайте клуба появилась информация о договорённости о заключении контракта с Виллашем-Боашом. Тренер был представлен команде 20 марта. Под руководством португальца «Зенит» провёл 8-матчевую победную серию, после чего сыграл вничью с «Локомотивом» (1:1) и уступил «Динамо» (2:4). Именно этих очков «Зениту» и не хватило для того чтобы стать чемпионом, и клуб закончил сезон на втором месте.
В сезоне 2014/15 «Зенит» установил новый рекорд чемпионата России — 8 побед подряд в начале соревнования, однако той же осенью команда повторила клубный антирекорд — три подряд домашних поражения. Под руководством португальца «Зенит» не сумел выйти в плей-офф Лиги чемпионов, пропустив вперёд себя «Монако» и «Байер 04», но гарантировал себе третье место в группе и продолжил выступление в Лиге Европы. В этом турнире «Зенит» дошёл до стадии 1/4 финала, где в упорной борьбе уступил будущему победителю «Севилье».
17 мая 2015 года в матче 28-го тура чемпионата России, сыграв вничью с «Уфой» (1:1), «Зенит» досрочно гарантировал себе чемпионский титул, а Виллаш-Боаш стал самым молодым главным тренером — чемпионом России в возрасте 37 лет. Виллаш-Боаш намеревался подать в отставку по окончании сезона 2014/15, но руководство клуба её не приняло.
12 июля 2015 года «Зенит» выиграл Суперкубок России обыграв московский «Локомотив» по пенальти 4:2 (1:1 в основное время).
3 сентября 2015 года КДК дисквалифицировал Виллаш-Боаша на шесть матчей за инцидент с его удалением во время игры с «Крыльями Советов» (1:3). Последний, третий, сезон для португальца в «Зените» сложился неоднозначно. Осенью команда очень уверенно выступила на групповом этапе Лиги чемпионов, выиграв пять из шести матчей, однако в 1/8 финала «сине-бело-голубые» уступили «Бенфике». На внутренней арене «Зенит» впервые за шесть лет стал обладателем Кубка России, в финале со счётом 4:1 разгромив ЦСКА, при том что чемпионат подопечные Виллаш-Боаша завершили лишь на третьем месте и не смогли квалифицироваться в Лигу чемпионов на следующий сезон. 21 мая 2016 года «Зенит» провёл последний матч под руководством Виллаш-Боаша, разгромив со счётом 3:0 «Динамо».

### «Шанхай СИПГ»
4 ноября 2016 года Виллаш-Боаш возглавил китайский «Шанхай СИПГ», зарплата специалиста составляла 12 миллионов евро в год. 30 ноября 2017 было объявлено об уходе Виллаш-Боаша из клуба. «Шанхай СИПГ» завершил сезон на втором месте в чемпионате Китая, стал серебряным призёром Кубка страны, а также дошёл до полуфинала азиатской Лиги чемпионов.

### «Олимпик Марсель»
28 мая 2019 года официальный сайт «Марселя» объявил о том, что с 1 июля Виллаш-Боаш займёт пост главного тренера команды, соглашение рассчитано на два года. После 28-туров чемпионата Франции подопечные Виллаша-Боаша шли на втором месте в турнирной таблице, на 12 очков отставая от гегемона французского футбола «Пари Сен-Жермен». Однако дальнейший розыгрыш турнира был приостановлен, а впоследствии завершён досрочно из-за пандемии COVID-19, а «Марсель» в итоге был назван серебряным призёром чемпионата. Для «Марселя» этот результат стал лучшим за последние семь лет.
Однако в следующем сезоне результаты команды пошли на спад. «Марсель» провалился в Лиге чемпионов, проиграв пять из шести матчей группового этапа, а в чемпионате Франции выпал из группы лидеров, несмотря на то, что некоторое время шёл на первом месте в турнирной таблице. 1 февраля 2021 года Виллаш-Боаш заявил о несогласии с политикой клуба и о своей отставке. В тот же день руководство клуба подтвердило отставку португальского специалиста и заявило о возможности применения дисциплинарных санкций по отношению к нему.

### «Порту»
27 апреля 2024 года Виллаш-Боаш был избран президентом «Порту», сменив в должности Жорже Нуну Пинту да Кошту, занимающего этот пост с 1982 года.

## Автоспорт
В 2018 году Виллаш-Боаш принимал участие в сороковом Ралли Дакар. Вместе со штурманом Рубеном Фариа они к четвёртому дню соревнований занимали 41-е место в зачёте внедорожников, но после того, как их Toyota Hilux, упав с высокой дюны, пролетела несколько метров и врезалась передней частью в землю, Виллаш-Боаш с болью в спине был госпитализирован, после чего экипаж команды «Овердрайв» принял решение сойти с дистанции.

## Личная жизнь
Андре Виллаш-Боаш женился 19 июня 2004 года в Порту. Его супруга — Жоана Мария де Норонья де Орнелаш Тейшейра (Joana María de Noronha de Ornelas Teixeira). Имеет двух дочерей: Бенедита (Benedita) родилась в августе 2009 года, Каролина (Carolina) — 9 октября 2010 года, а также сына Фредерико (Frederico), родившегося 15 мая 2015 года.
Виллаш-Боаш имеет британские корни. Английскому языку его обучила бабушка по отцовской линии, Маргарет Кендалл, чья мать эмигрировала в Португалию из Большого Манчестера, чтобы заняться винным бизнесом.
Брат — Жуан Луиш де Пина Кабрал Виллаш-Боаш — португальский актёр, наиболее известный по роли в фильме «Лиссабонские тайны».

## Достижения

### Командные
«Порту»
- Чемпион Португалии: 2010/11
- Обладатель Кубка Португалии: 2010/11
- Обладатель Суперкубка Португалии: 2010
- Победитель Лиги Европы УЕФА: 2011
- Итого: 4 трофея

«Зенит»
- Чемпион России: 2014/15
- Обладатель Кубка России: 2015/16
- Обладатель Суперкубка России: 2015
- Итого: 3 трофея

### Личные
- Обладатель премии «Прорыв года» ассоциации спортивных журналистов Португалии (CNID) в сезоне — 2009/10[7]
- Тренер месяца английской Премьер-лиги (2): декабрь 2012, февраль 2013

## Статистика тренера
| Команда                       | Начало работы   | Завершение работы | Показатели | Показатели | Показатели | Показатели | Показатели | Показатели | Показатели |
| Команда                       | Начало работы   | Завершение работы | И          | В          | Н          | П          | МЗ         | МП         | % побед    |
| ----------------------------- | --------------- | ----------------- | ---------- | ---------- | ---------- | ---------- | ---------- | ---------- | ---------- |
| Британские Виргинские острова | 1 января 2000   | 31 декабря 2001   | 2          | 0          | 0          | 2          | 1          | 14         | 000,00     |
| Академика                     | 14 октября 2009 | 2 июня 2010       | 30         | 11         | 9          | 10         | 38         | 35         | 036,67     |
| Порту                         | 2 июня 2010     | 21 июня 2011      | 58         | 49         | 5          | 4          | 145        | 42         | 084,48     |
| Челси                         | 22 июня 2011    | 4 марта 2012      | 40         | 20         | 10         | 10         | 73         | 46         | 050,00     |
| Тоттенхэм Хотспур             | 3 июля 2012     | 16 декабря 2013   | 80         | 45         | 18         | 17         | 146        | 100        | 056,25     |
| Зенит (СПб)                   | 20 марта 2014   | 23 мая 2016       | 101        | 64         | 18         | 19         | 203        | 93         | 063,37     |
| Шанхай СИПГ                   | 4 ноября 2016   | 30 ноября 2017    | 51         | 32         | 8          | 11         | 141        | 85         | 062,75     |
| Олимпик Марсель               | 1 июля 2019     | 1 февраля 2021    | 60         | 29         | 13         | 18         | 83         | 73         | 048,33     |
| Итого                         | Итого           | Итого             | 422        | 250        | 81         | 91         | 830        | 488        | 059,24     |